# 나카시마 유키 (성우)

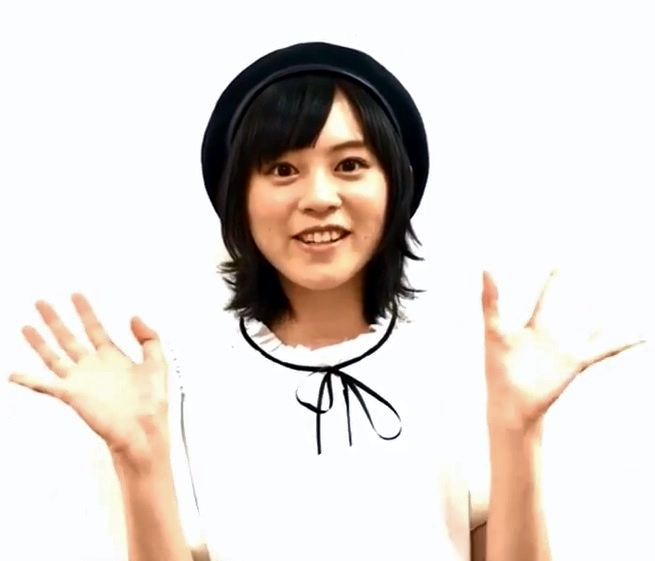
나카시마 유키

나카시마 유키(일본어: 中島 由貴 なかしま ゆき[*], 1997년 9월 12일 ~ )는 일본의 성우이다. 와카야마현 출신.

## 출연 작품

### 극장판 애니메이션
- 2025년 극장판 프로젝트 세카이 부서진 세카이와 전해지지 않는 미쿠의 노래 - 히노모리 시호 역